# Центральна збагачувальна фабрика «Маяк»
Центральна збагачувальна фабрика «Мая́к» — збудована за проєктом «Дніпродіпрошахту» у 1960 році для збагачення антрациту шахти «Довжанська-Південна». За проєктом річна виробнича потужність 600 тис. тонн, технологія збагачення класу 6—100 мм у мийних жолобах.
Подальшими вдосконаленнями жолоби замінили на відсаджувальну машину (1970 р.), затим для класу 25—100 мм встановили важкосередовищний сепаратор. Виробничу потужність підвищили до 1450 тис. тонн на рік. У зв'язку з вичерпанням проєктної сировинної бази фабрика перейшла на збагачення привізного пісного вугілля з застосуванням лише важкосередовищного сепаратора для збагачення класу 13—200 мм з відвантаженням концентрату в суміші з незбагаченим класом 0—13 мм, чим зумовлено виключення операцій розсіву на товарні сорти, що передбачалося для антрациту.
Місцезнаходження: м. Довжанськ, Луганська обл., залізнична станція Бірюково.